# Médaille de la Liberté de Philadelphie
 (novembre 2023).
La mise en forme du texte ne suit pas les recommandations de Wikipédia : il faut le « wikifier ».
Les points d'amélioration suivants sont les cas les plus fréquents. Le détail des points à revoir est peut-être précisé sur la page de discussion.
- Les titres sont pré-formatés par le logiciel. Ils ne sont ni en capitales, ni en gras.
- Le texte ne doit pas être écrit en capitales (les noms de famille non plus), ni en gras, ni en italique, ni en « petit »…
- Le gras n'est utilisé que pour surligner le titre de l'article dans l'introduction, une seule fois.
- L'italique est rarement utilisé : mots en langue étrangère, titres d'œuvres, noms de bateaux, etc.
- Les citations ne sont pas en italique mais en corps de texte normal. Elles sont entourées par des guillemets français : « et ».
- Les listes à puces sont à éviter, des paragraphes rédigés étant largement préférés. Les tableaux sont à réserver à la présentation de données structurées (résultats, etc.).
- Les appels de note de bas de page (petits chiffres en exposant, introduits par l'outil «  Source ») sont à placer entre la fin de phrase et le point final[comme ça].
- Les liens internes (vers d'autres articles de Wikipédia) sont à choisir avec parcimonie. Créez des liens vers des articles approfondissant le sujet. Les termes génériques sans rapport avec le sujet sont à éviter, ainsi que les répétitions de liens vers un même terme.
- Les liens externes sont à placer uniquement dans une section « Liens externes », à la fin de l'article. Ces liens sont à choisir avec parcimonie suivant les règles définies. Si un lien sert de source à l'article, son insertion dans le texte est à faire par les notes de bas de page.
- La présentation des références doit suivre les conventions bibliographiques. Il est recommandé d'utiliser les modèles {{Ouvrage}}, {{Chapitre}}, {{Article}}, {{Lien web}} et/ou {{Bibliographie}}. Le mode d'édition visuel peut mettre en forme automatiquement les références.
- Insérer une infobox (cadre d'informations à droite) n'est pas obligatoire pour parachever la mise en page.

Pour une aide détaillée, merci de consulter Aide:Wikification.
Si vous pensez que ces points ont été résolus, vous pouvez retirer ce bandeau et améliorer la mise en forme d'un autre article.

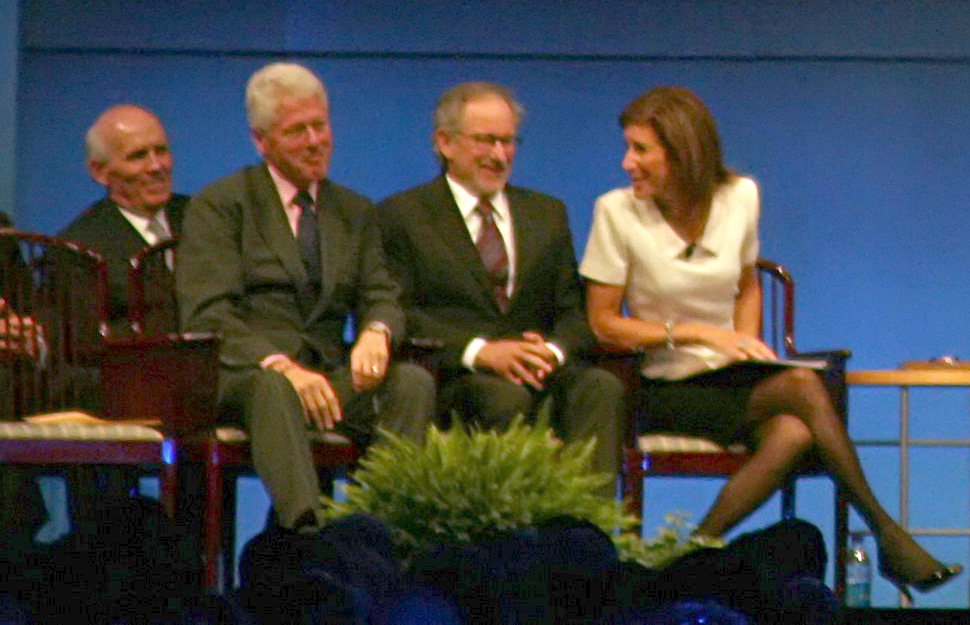
Bill Clinton et Steven Spielberg lors de la cérémonie de 2009

La médaille de la Liberté est une récompense annuelle décernée par le National Constitution Center (NCC) des États-Unis pour reconnaître le leadership dans la quête de la liberté. Elle a été fondée par la Fondation Philadelphie . En 2006, un accord a été conclu avec le National Constitution Center (NCC) selon lequel le NCC prendrait en charge l'organisation, la sélection et la remise du prix aux récipiendaires. Les récipiendaires sont désormais choisis par le NCC et son conseil d'administration.

## Liste des récipiendaires
| Year | Country            | Name                                   |
| ---- | ------------------ | -------------------------------------- |
| 2022 | Ukraine            | Volodymyr Zelensky                     |
| 2021 | Hong Kong          | Jimmy Lai                              |
| 2021 | Arabie Saoudite    | Loujain al-Hathloul                    |
| 2020 | États-Unis         | Ruth Bader Ginsburg                    |
| 2019 | États-Unis         | Anthony Kennedy                        |
| 2018 | États-Unis         | George W. Bush and Laura Bush          |
| 2017 | États-Unis         | John McCain                            |
| 2016 | États-Unis         | John Lewis                             |
| 2015 | Tibet              | Tenzin Gyatso, 14ème dalaï-lama        |
| 2014 | Pakistan           | Malala Yousafzai                       |
| 2013 | États-Unis         | Hillary Clinton                        |
| 2012 | États-Unis         | Mohamed Ali                            |
| 2011 | États-Unis         | Robert Gates                           |
| 2010 | Royaume-Uni        | Tony Blair                             |
| 2009 | États-Unis         | Steven Spielberg                       |
| 2008 | Russie             | Mikhail Gorbachev[citation nécessaire] |
| 2007 | Irlande (pays)     | Bono                                   |
| 2007 | Royaume-Uni        | DATA (Debt, AIDS, Trade, Africa)       |
| 2006 | États-Unis         | George H. W. Bush                      |
| 2006 | États-Unis         | Bill Clinton                           |
| 2005 | Ukraine            | Viktor Iouchtchenko                    |
| 2004 | Afghanistan        | Hamid Karzai,                          |
| 2003 | États-Unis         | Sandra Day O'Connor                    |
| 2002 | États-Unis         | Colin Powell                           |
| 2001 | Ghana              | Kofi Annan                             |
| 2000 | États-Unis         | Dr. James D. Watson                    |
| 2000 | Royaume-Uni        | Dr. Francis Crick                      |
| 1999 | Corée du Sud       | Kim Dae-jung                           |
| 1998 | États-Unis         | George J. Mitchell                     |
| 1997 | États-Unis         | CNN International                      |
| 1996 | Jordanie           | Roi Hussein de Jordanie                |
| 1996 | Israël             | Shimon Peres                           |
| 1995 | Japon              | Sadako Ogata                           |
| 1994 | République Tchèque | Václav Havel                           |
| 1993 | Afrique du Sud     | Nelson Mandela                         |
| 1993 | Afrique du Sud     | Frederik Willem de Klerk               |
| 1992 | États-Unis         | Thurgood Marshall                      |
| 1991 | Costa Rica         | Óscar Arias Sánchez                    |
| 1991 | Suisse             | Médecins Sans Frontières               |
| 1990 | États-Unis         | Jimmy Carter                           |
| 1989 | Pologne            | Lech Wałęsa                            |

## Voir également
- Parc historique national de l'Indépendance